# Cryptaranea atrihastula
Cryptaranea atrihastula là một loài nhện trong họ Araneidae.
Loài này thuộc chi Cryptaranea. Cryptaranea atrihastula được Arthur T. Urquhart. miêu tả năm 1891.